# Republiek Ragusa
De republiek Ragusa (Latijn: Respublica Ragusina, Italiaans: Repubblica di Ragusa; Kroatisch: Dubrovačka Republika , Duits: Republik Ragusa en  Hongaars: Raguzai Köztársaság) was een stadstaat aan de Adriatische Zee die bestond van de 14e eeuw tot 1808. Tegenwoordig maakt het grondgebied van de voormalige republiek deel uit van Kroatië.

## Geschiedenis

### Ontstaan
Ragusa (Dubrovnik) werd in de 7e eeuw gesticht en kwam onder de bescherming van het Byzantijnse Rijk. Na de Vierde Kruistocht kwam de stad onder Venetiaans bestuur (1205-1358). Bij de Vrede van Zadar in 1358 werd de stad een vazalstaat van Koninkrijk Hongarije.

### Onafhankelijke periode

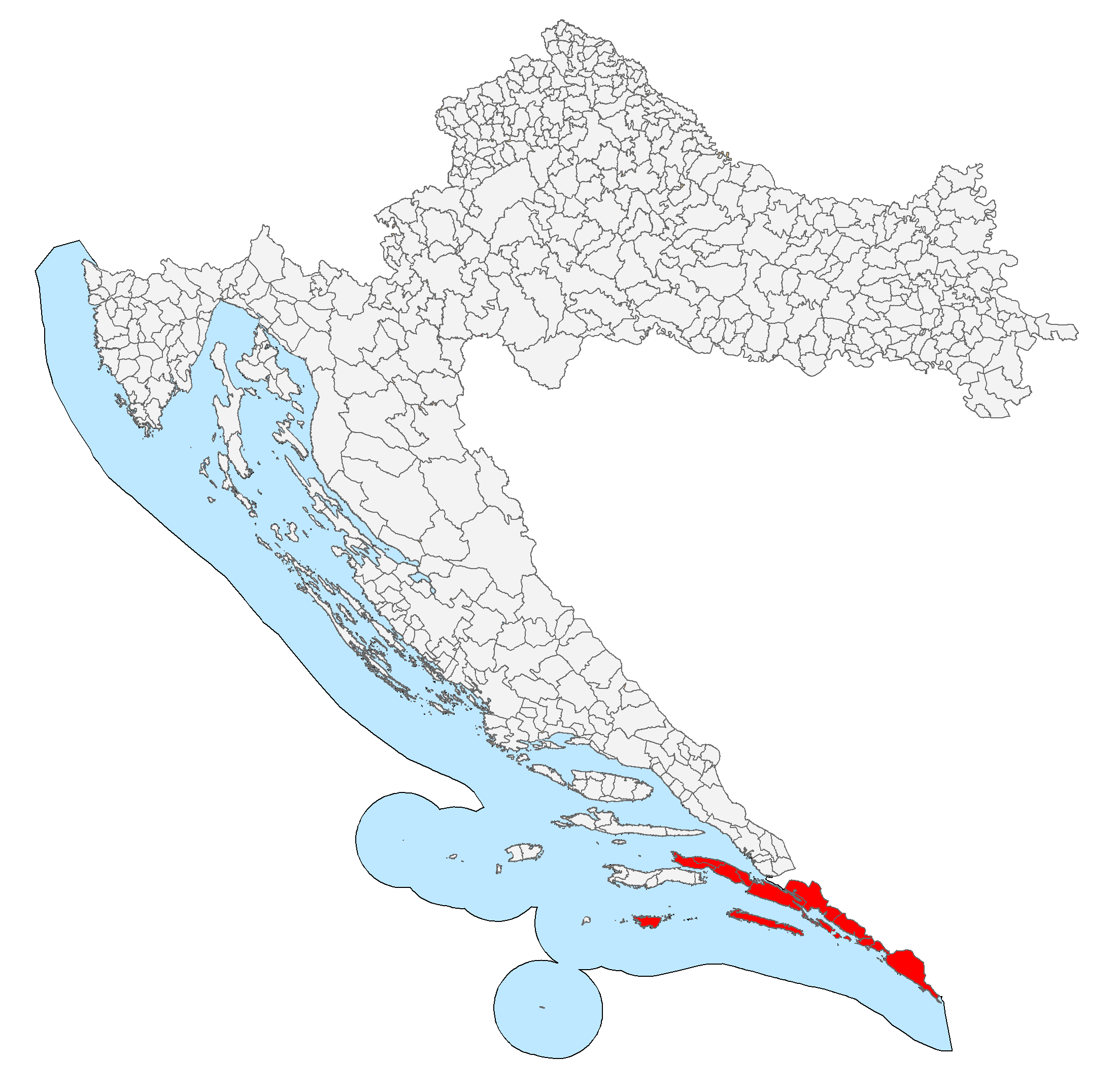
De Republiek Ragusa binnen het huidige Kroatië.

Onder Hongaars bestuur werd Ragusa in 1382  volledig zelfbestuur verleend. De stad behoefde slechts een schatting aan de koning te betalen en Hongarije bij te staan met haar vloot. Aldus werd Ragusa een vrije stadstaat. De stad werd ommuurd en voorzien van twee havens in Ragusa en Cavtat. De republiek breidde gestaag haar grondgebied uit. In 1272 veroverde Ragusa het eiland Lastovo; in de 14e eeuw werden Pelješac, Mljet en de kust rondom Ragusa zelf veroverd. In 1427 werd Konavle toegevoegd aan de republiek.
De Republiek Ragusa bereikte het hoogtepunt van haar macht en rijkdom in de 15e en de 16e eeuw, toen de zeemacht van Ragusa kon wedijveren met die van Venetië en andere maritieme republieken. Het motto van de stad, Libertas, stamt uit die tijd en verwijst naar de vrijhandel waarvan Ragusa sterk profiteerde. Toen in 1492 Spanje en Portugal hun Sefardische joden uitwezen, zochten enkelen van hen hun toevlucht in Ragusa. Zij gebruikten hun connecties met andere Sefardim in Europa en het Ottomaanse Rijk om handel te drijven.
Het lot van Ragusa was nauw verbonden met het lot van het Ottomaanse Rijk. Venetië en Ragusa steunden de Ottomanen en de Gujarati tegen de Portugezen in de Slag van Diu (1509). Deze slag werd echter verloren en de handelsroutes verplaatsten zich van de Middellandse Zee naar Indië, dat in handen was van de Portugezen.
In 1526 accepteerde Ragusa de opperheerschappij van de Ottomaanse sultan en betaalde hem tribuut. Een crisis in de Middellandse Zeehandel en een rampzalige aardbeving op 6 april 1667 maakten een einde aan de bloeiperiode van de republiek. De aardbeving verwoestte vele gebouwen en de rector kwam om. Hoewel Ragusa zich herstelde, was de republiek nadien slechts nog een schim van zijn vroegere zelf.
Bij de Vrede van Karlowitz van 26 januari 1699 werden twee kleine grensgebieden in het noordwesten en in het zuidoosten van Ragusa geschonken aan het Ottomaanse Rijk, om op die manier te voorkomen dat de Republiek Venetië – in die tijd de grootste bedreiging voor Ragusa – via land Ragusa kon aanvallen.

### Verovering door Napoleon
In 1806 gaf de stad zich over aan de Fransen onder Napoleon om een Russisch-Montenegrijnse belegering te beëindigen. Tijdens de belegering waren op de stad drieduizend kanonskogels afgevuurd. Ragusa werd gered, maar in 1808 schafte maarschalk Marmont de republiek af en werd haar grondgebied ingelijfd bij de Illyrische Provincies.

## Kenmerken
De republiek werd aristocratisch bestuurd. Aan het hoofd van de republiek stond de hertog (Kroatisch: knez) en toen Venetië er de baas was de rector (Italiaans: rettore). In werkelijkheid was de macht geconcentreerd in twee raden (vijeće) die werden gevormd door de adel.
Ragusa stond bekend om haar fanatieke katholicisme. Van tijd tot tijd werd het eigendom van orthodoxe inwoners onteigend en niet-katholieken konden geen ambten vervullen. De republiek was een vurig tegenstander van de Oosters-orthodoxe Kerk en de bogomielen waarvan ze de gelovigen gedwongen bekeerde.